# Siderito

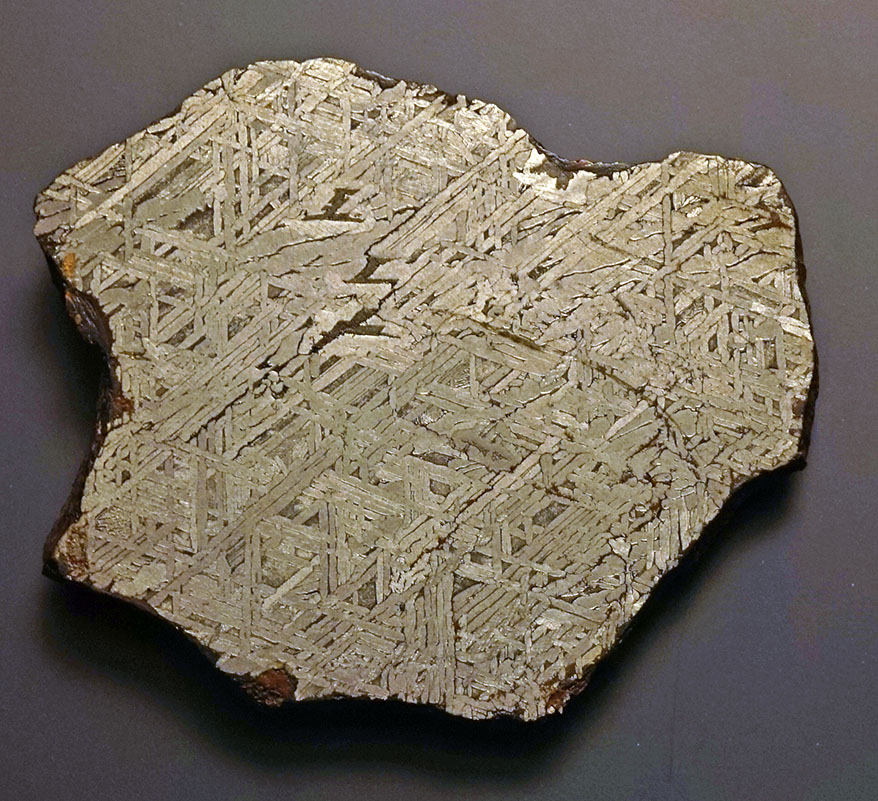

Os sideritos (também chamados meteoritos ferrosos ou metálicos) são meteoritos cuja composição, na sua grande maioria, consiste de ligas de níquel e ferro. O metal obtido destes meteoritos é chamado ferro meteórico, o qual foi uma das primeiras fontes de ferro disponíveis para a utilização humana.

## Ocorrência
Apesar de serem bastante raros em comparação com os meteoritos rochosos, correspondendo a cerca de 6% das quedas testemunhadas, estão historicamente sobrerepresentados nas coleções de meteoritos. Tal deve-se a vários fatores:
- São facilmente reconhecidos como algo incomum até mesmo pelos leigos, ao contrário dos meteoritos rochosos.
- São muito mais resistentes ao intemperismo.
- Têm muito maior probabilidade de resistirem à entrada na atmosfera, e são mais resistentes à ablação resultante. Como tal, é mais provável que sejam encontrados em fragmentos maiores.

Na realidade, os sideritos correspondem a quase 90% da massa de todos os meteoritos conhecidos, cerca de 500 toneladas. Todos os maiores meteoritos que se conhecem são deste tipo, incluindo o maior, o meteorito Hoba.

## Origem
Os sideritos são associados a asteroides tipo M uma vez que ambos os tipos de objetos possuem caraterísticas espectrais semelhantes nas regiões dos comprimentos de onda visível e próximo do infravermelho. Crê-se que os sideritos sejam fragmentos dos núcleos de antigos asteroides maiores que foram fragmentados por impactos. A classe química IIE pode ser uma exceção notável, pois parecem ter origem na crosta do asteroide tipo S 6 Hebe.
Análises químicas e isotópicas indicam que pelo menos cerca de 50 corpos serão a origem destes meteoritos. Tal implica que em algum momento existiram pelo menos outros tantos asteroides grandes e diferenciados na cintura de asteroides - muitos mais do que atualmente.

## Composição
O grosso destes meteoritos está composto pelas ligas de Fe e Ni camacite e tenite. Os minerais menores, quando ocorrem, formam muitas vezes nódulos arredondados de troilite ou grafite, rodeados por schreibersite e cohenite. A schreibersite e a cohenite ocorrem também como inclusões em forma de placas, visíveis em superfícies de corte como lamelas com vários centímetros de comprimento e vários milímetros de espessura. As inclusões de schreibersite são também chamadas lâminas de Reichenbach.
A composição química é dominada pelos elementos ferro, níquel e cobalto, os quais correspondem a mais de 95%. O níquel está sempre presente em concentrações entre os 5 e 25%. Essas concentrações podem ser usadas para distinguir ferros meteóricos de produtos manufaturados, que geralmente contêm quantidades menores de níquel.

## Classificação
Existem duas classificações em uso. A classificação estrutural, mais antiga, baseia-se na presença ou ausência de padrões de Widmanstätten, que pode ser avaliada a partir da aparência de seções de corte polidas e tratadas com ácido. Tal está relacionado com a abundância relativa de níquel e ferro. As categorias desta classificação são:
- Heaxedritos: pobres em níquel, sem padrões de Widmanstätten.
- Octaedritos: teor em níquel médio ou elevado, com padrões de Widmanstätten, os mais comuns.
- Ataxitos: muito ricos em níquel, sem padrões de Widmanstätten, raros

Os octaedritos podem ainda ser divididos, baseados nas propriedades dos seus padrões de Widmanstätten em grosseiros, médidos e finos.
Uma classificação química mais recente baseada nas proporções dos elementos vestigiais gálio, germânio e irídio, separa os sideritos em classes correspondentes a distintos asteroides de origem.